# Mary Moeschlin

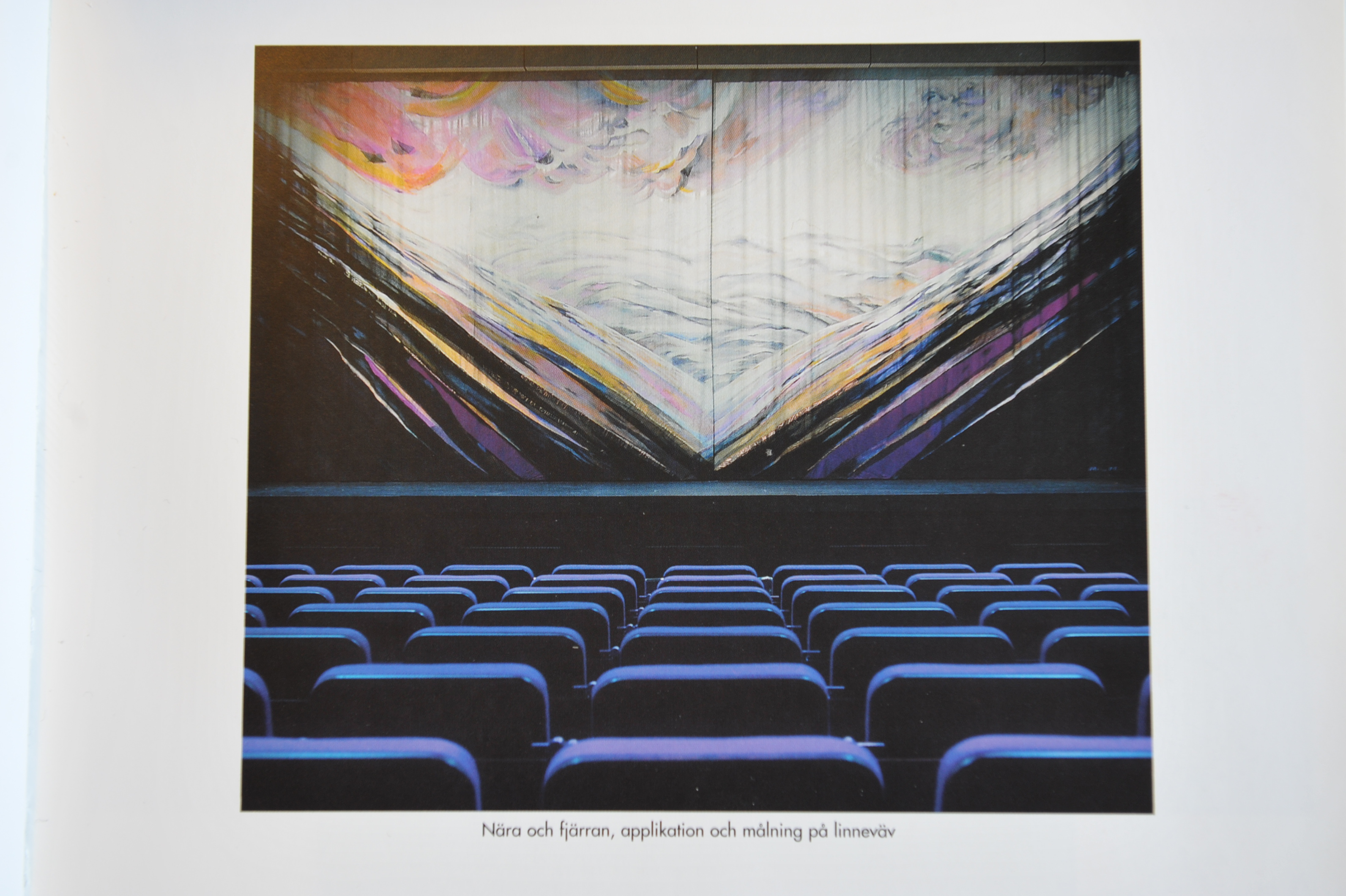
Ridå i Länssjukhuset Ryhov Jönköping 1987, Mary Moeschlin.

Mary Moeschlin, född 8 maj 1928, avliden 3 november 2018, var en svensk textilkonstnär och tecknare.

## Biografi
Mary Moeschlin studerade med särskilt tillstånd på grund av sin ålder vid textillinjen på Konstfackskolan i Stockholm 1944. Efter utbildningen medverkade hon i en textilutställning på Liljevalchs konsthall och har därefter medverkat i ett stort antal samlingsutställningar. Separat har hon ställt ut på bland annat Jönköpings läns museum, Stockholm och i London. Bland hennes offentliga arbeten märks utsmyckningar för Österängskyrkan i Jönköping och med väven Livets träd i Kristine kyrka, Rådhuset i Jönköping, Jönköpings stadsbibliotek, Svenska Finans i Stockholm, Nordbanken i Stockholm, Universitetsbiblioteket i Lund, Lantbruksstyrelsen i Jönköping samt ett flertal vårdinrättningar i Småland. Moeschlin är representerad vid Nationalmuseum, Statens konstråd, Grafikens hus, Jönköpings läns museum, Svenska statens porträttsamling på Gripsholms slott, Skissernas museum och Moores Collection of Art i Kalifornien.

## Privatliv
Mary Moeschlin var gift med Arkitekt Rudolf Moeschlin (född 1932 i Schweiz, död 1988 i Jönköping). Mary och Rudolf Moeschlin fick fyra söner: Michael Moeschlin, Jan Moeschlin, Martin Moeschlin och Marcus Moeschlin. 
Mary Moeschlin avled 2018.

## Stipendier
- Jönköpings Läns Landstings Kulturstipendium.
- 1970 Jönköpings stads Kulturstipendium.
- Konstnärsstipendienämndens stora arbetsstipendium.
- 1975 Kungliga Akademin för de fria konsterna, arbetsstipendium.
- 1979 Konstnärsbidrag från Konstnärsnämnden.